# 帕里瓦納山
15°14′29″S 70°43′33″W / 15.24139°S 70.72583°W
帕里瓦納山（Pariwana），是秘魯的山峰，位於該國東南部普諾大區，由帕爾卡區和比拉比拉區負責管轄，屬於安地斯山脈的一部分，海拔高度5,022米。